# Dead or Alive III: Duelo Final
Dead or Alive III: Duelo Final (en japonés: デッド オア アライブ ファイナル?) también conocida por Dead or Alive: Final o Dead or Alive 3 y abreviado como DOA3, es una película de ciencia ficción Cyberpunk japonesa del año 2002 dirigida por Takashi Miike. Es la tercera parte de una trilogía, precedida por Dead or Alive I en 1999 y Dead or Alive 2: Sangre yakuza en 2000. Las películas no están conectadas de ninguna manera aparente excepto por el director Takashi Miike y las estrellas Riki Takeuchi y Show Aikawa.Además del japonés, gran parte del diálogo de la película está en cantonés y en inglés. A menudo, dos personas se hablan entre sí en idiomas diferentes. 

## Argumento
En el año 2346, Yokohama a creció enormemente y está gobernada por el dictador Woo, el cual ha prohibido la reproducción, obligando a la población a tomar un medicamento anticonceptivo. El oficial Takeshi Honda es un policía duro que hace cumplir la agenda del alcalde, pero que también es un hombre de familia, que tiene esposa y un hijo. Ryō es un vagabundo tranquilo que se nos revela como un cyborg, que salva a un niño y que se relaciona con una pandilla de rebeldes. Cuando la pandilla secuestra al hijo de Takeshi, comienza una serie de eventos que conducen inevitablemente a un enfrentamiento entre Takeshi y Ryo.

## Reparto
| Actor           | Papel                          |
| --------------- | ------------------------------ |
| Show Aikawa     | Ryō                            |
| Riki Takeuchi   | Oficial Takeshi Honda          |
| María Chen      | Michelle                       |
| Richard Chen    | Dictador Woo                   |
| Jason Chu       | Prisionero                     |
| Josie Ho        | Jun                            |
| Tony Ho         | Ping                           |
| Hiro Hayama     |                                |
| Ken Lo          | Gánster                        |
| Christepher Wee | Marido de una mujer embarazada |
| Rachel Ngan     | Mujer embarazada               |
| Don Tai         | Don                            |
| William Tuen    | Gánster                        |
| Terence Yin     | Fong                           |

## Otros créditos
- Producido por: Mitsuru Kurosawa y Tsutomu Tsuchikawa.
- Planificación: Ken Takeuchi.
- Productores: Makoto Okada (Toei Video), Yoshihiro Masuda (Daiei) y Toshiki Kimura (Excellent Film)
- Director de producción: Hirofumi Yamabe.
- Director de acción: Nicky Li Chung-Chi.
- Asistente de dirección: Kimiyoshi Adachi.
- Grabación de sonido: MULTIL WINDOWS PRODUCTIONS.
- Edición de audio: Masashi Iwahashi.

## Lanzamiento
Dead or Alive: III Duelo Final se estrenó en los cines de Japón el 12 de enero de 2002, y en España el 
10 de octubre de 2002 en el  Festival de Cine de Sitges. Fue lanzada en Japón en VHS y DVD editado por Daiei Co y Toei Video Company y distribuido por Toei Company. También fue lanzada en VHS, DVD y Blu-ray en numerosos países, siempre con algún extra.En España fue lanzada en DVD por Cameo Media en 2005.

En 2017, Arrow Video, editó una versión en DVD y Blu-ray llamada Dead or Alive Trilogy, que además de contener las tres partes de la de la trilogía Dead or Alive, recopila múltiples extras.